# 紫苏斜长花岗岩

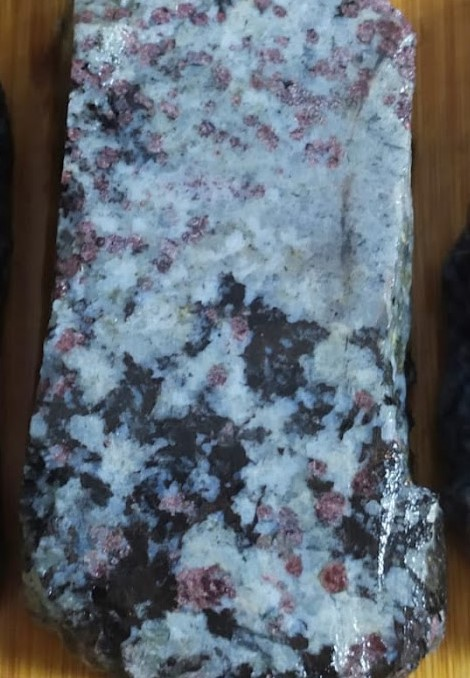
紫苏斜长花岗岩,產地：乌克兰文尼察州

紫苏斜长花岗岩（英語：Enderbite）是紫蘇花崗岩系列中的一種火成岩，主要由石英、条纹长石、輝石（通常是紫苏辉石）和磁鐵礦組成，相當於含有英云闪长岩的輝石。它因出現在南極洲的恩德比地而得名。